# Güttingen
Güttingen ist eine politische Gemeinde und eine Ortschaft im Schweizer Kanton Thurgau. Sie gehört zum Bezirk Kreuzlingen.

## Geographie
Das Haufendorf Güttingen, dessen Kern ca. 1 Kilometer vom Bodenseeufer entfernt ist, liegt an der Strassenverbindung Kreuzlingen–Romanshorn. Güttingen grenzt an die Gemeinden Langrickenbach, Altnau, Kesswil und Sommeri. Zur Gemeinde gehört der Güttinger Wald.

## Geschichte

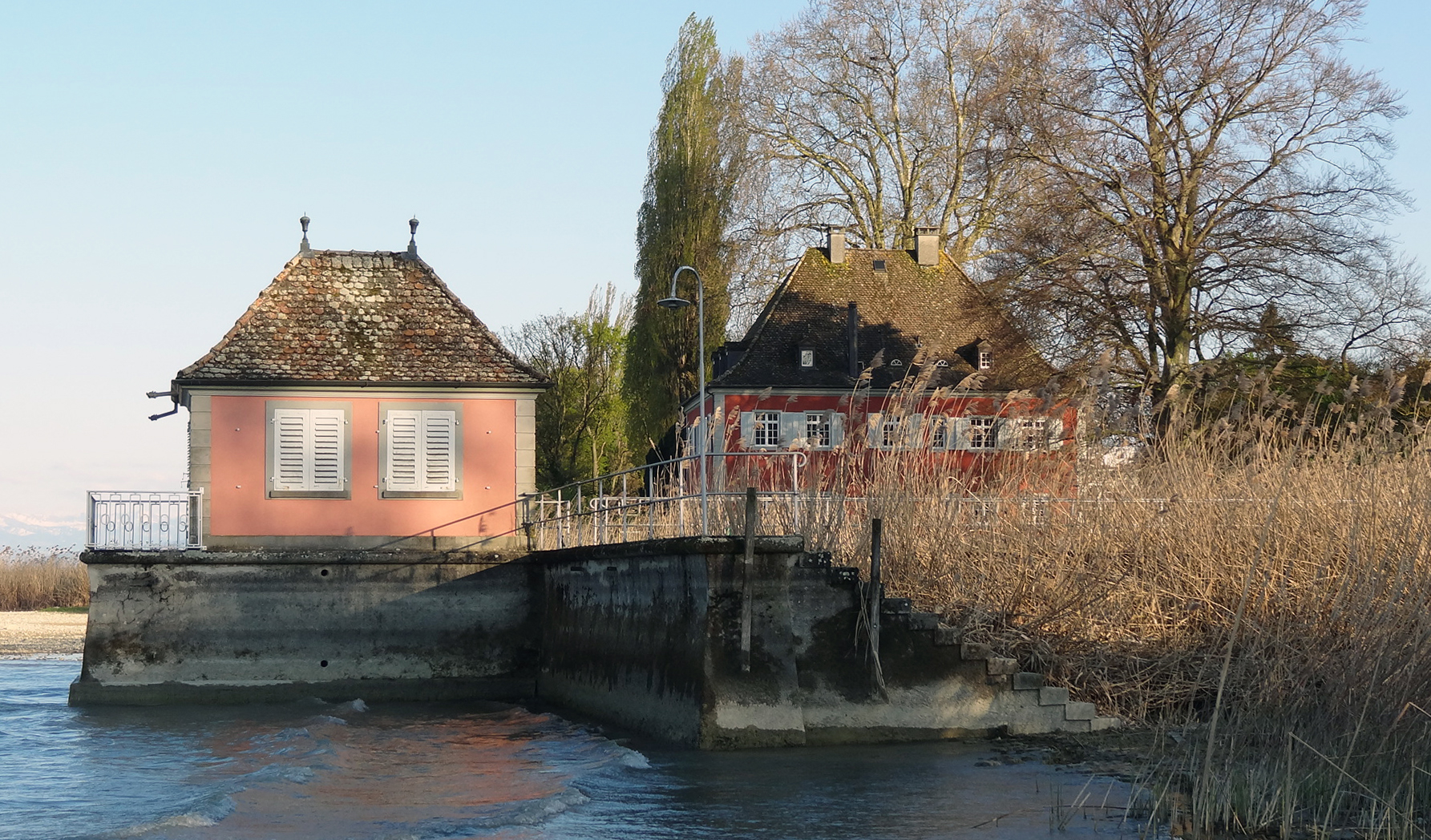
Schloss Güttingen

Die steinzeitlichen Ufersiedlungen Rotfarb/Moosburg aus dem 4. Jahrtausend vor Christus sind durch Funde nachgewiesen. Die frühmittelalterliche Besiedlung ist durch ein alemannisches Gräberfeld belegt. Das Dorf wurde 799 urkundlich als Cutaningin und 1155 als Guthingen erwähnt.
Der 2023 auf einem Feld in Güttingen entdeckte Schatz von Güttingen stammt aus der Bronzezeit (um 1500 vor Christus). 
883 übertrug Kaiser Karl der Dicke Güttingen an das Kloster St. Gallen.
Neben dem Kloster St. Gallen war auch der Bischof von Konstanz in Güttingen begütert. Von 1159 bis 1357 traten die Freiherren von Güttingen als Grundherren und Inhaber der Freivogtei Güttingen auf. 1359 kam die Vogtei an die Herren von Breitenlandenberg.
1452 verkaufte Heinrich Ehinger, Konstanzer Stadtammann, die Moosburg und die Burg Kachel für 700 Gulden an den Bischof in Konstanz.
Bis 1798 verwaltete der bischöfliche Obervogt vom Schloss aus das Niedergericht Güttingen als bischöflich-konstanzische Obervogtei Güttingen.
Im Vertrag von Meersburg von Februar 1804 gelangte Güttingen in den Besitz des jungen Kantons Thurgau.
1870 wurden die Verwaltungen der räumlich identischen Orts- und Munizipalgemeinden Güttingen zur Einheitsgemeinde Güttingen zusammengelegt.

Güttingen im Jahr 1924

Spätestens 1275 bestand in Güttingen eine Kirche; Kirchensatz und Kollatur lagen vermutlich bei den Freiherren von Güttingen. Während der Reformation nahm die Gemeinde grösstenteils den neuen Glauben an, dennoch war von 1554 bis 1848 das Kloster Kreuzlingen im Besitz der Kollatur. Bis heute ist die Kirche in Simultangebrauch.
Die Erwerbszweige Ackerbau, Schifffahrt und Fischerei wurden im 19. Jahrhundert von der Vieh- und Milchwirtschaft verdrängt. 1861 entstand eine Sennereigenossenschaft. An die Stelle des Rebbaus trat Anfang des 20. Jahrhunderts der bereits für das 18. Jahrhundert belegte Feldobstbau. 1920 wurde die landwirtschaftliche Genossenschaft gegründet. Weder die um 1840 gebaute Seestrasse noch die 1870 eröffnete Seelinie brachten dem Dorf einen direkten wirtschaftlichen Aufschwung. 1835 siedelte sich in Güttingen eine Türkischrotfärberei an, die 1939 eingestellt wurde. 1948 bis 1974 wurden in der Citosan chemische Erzeugnisse produziert. Um 1900 existierten eine Stickerei und eine Schifflistickerei. Neben der intensiv betriebenen Landwirtschaft und einer Obsthandelsfirma boten im ausgehenden 20. Jahrhundert mittlere Gewerbe- und Industriebetriebe wie die Maschinenfabrik Kolb und die Metallwarenfabrik Naegeli einige Arbeitsplätze im ersten und zweiten Wirtschaftssektor an. 1967 wurde der Eidgenössische Versuchsbetrieb für Obstbau Güttingen eröffnet.
Vor der Reorganisation des Thurgauer Gemeindewesens bildete Güttingen eine Einheitsgemeinde.

## Wappen
Blasonierung: In Weiss eine rote Rose mit gelbem Butzen, grünem Kelch, Stiel und zwei Blattansätzen.
Die Gemeinde Güttingen hat das Wappen der Freiherren von Güttingen, die Ende des 14. Jahrhunderts ausgestorben sind, in neuer Zeichnung übernommen.

## Bevölkerung
| Die zur Anzeige dieser Grafik verwendete Erweiterung wurde dauerhaft deaktiviert. Wir arbeiten aktuell daran, diese und weitere betroffene Grafiken auf ein neues Format umzustellen. (Mehr dazu) |

| Jahr      | 1850 | 1900 | 1950 | 1970 | 1980 | 2000 | 2010 | 2018 | 2023 |
| Einwohner | 385  | 412  | 558  | 739  | 1024 | 1308 | 1443 | 1591 | 1703 |

Von den insgesamt 1703 Einwohnern der Gemeinde Güttingen am 31. Dezember 2023 waren 359 bzw. 21,1 % ausländische Staatsbürger. 547 (32,1 %) waren evangelisch-reformiert und 437 (25,7 %) römisch-katholisch.

## Klima
Für die Normalperiode 1991–2020 beträgt die Jahresmitteltemperatur 9,8 °C, wobei im Januar mit 1,0 °C die kältesten und im Juli mit 19,1 °C die wärmsten Monatsmitteltemperaturen gemessen werden. Im Mittel sind hier rund 76 Frosttage und 19 Eistage zu erwarten. Sommertage gibt es im Jahresmittel rund 45, während im Schnitt 8 Hitzetage zu verzeichnen sind. Die MeteoSchweiz-Wetterstation liegt auf einer Höhe von 440 m ü. M..
|                        | Jan  | Feb  | Mär  | Apr  | Mai  | Jun  | Jul  | Aug  | Sep  | Okt  | Nov | Dez  |   |       |
| Mittl. Temperatur (°C) | 1,0  | 1,6  | 5,5  | 9,4  | 13,7 | 17,4 | 19,1 | 18,6 | 14,4 | 9,9  | 5,0 | 1,8  | ⌀ | 9,8   |
| Mittl. Tagesmax. (°C)  | 3,4  | 5,0  | 10,1 | 14,7 | 19,1 | 22,6 | 24,5 | 24,1 | 19,2 | 13,7 | 7,6 | 4,0  | ⌀ | 14    |
| Mittl. Tagesmin. (°C)  | −1,6 | −1,5 | 1,3  | 4,2  | 8,6  | 12,2 | 13,9 | 13,8 | 10,3 | 6,6  | 2,3 | −0,7 | ⌀ | 5,8   |
|                        |      |      |      |      |      |      |      |      |      |      |     |      |   |       |
| Niederschlag (mm)      | 55   | 53   | 60   | 65   | 100  | 110  | 108  | 108  | 79   | 71   | 67  | 75   | Σ | 951   |
|                        |      |      |      |      |      |      |      |      |      |      |     |      |   |       |
| Sonnenstunden (h/d)    | 1,4  | 2,7  | 4,5  | 6,1  | 6,5  | 7,3  | 7,7  | 7,0  | 5,2  | 3,0  | 1,6 | 1,2  | ⌀ | 4,5   |
|                        |      |      |      |      |      |      |      |      |      |      |     |      |   |       |
| Regentage (d)          | 9,5  | 8,7  | 9,8  | 9,6  | 11,1 | 11,6 | 11,3 | 11,1 | 9,6  | 9,7  | 9,4 | 10,7 | Σ | 122,1 |
|                        |      |      |      |      |      |      |      |      |      |      |     |      |   |       |
| Luftfeuchtigkeit (%)   | 85   | 81   | 76   | 72   | 74   | 74   | 75   | 78   | 83   | 87   | 88  | 87   | ⌀ | 80    |

| −1,6 |

| −1,5 |

| 1,3 |

| 4,2 |

| 8,6 |

| 12,2 |

| 13,9 |

| 13,8 |

| 10,3 |

| 6,6 |

| 2,3 |

| −0,7 |

| −1,6 |

| −1,5 |

| 1,3 |

| 4,2 |

| 8,6 |

| 12,2 |

| 13,9 |

| 13,8 |

| 10,3 |

| 6,6 |

| 2,3 |

| −0,7 |

## Wirtschaft und Verkehr

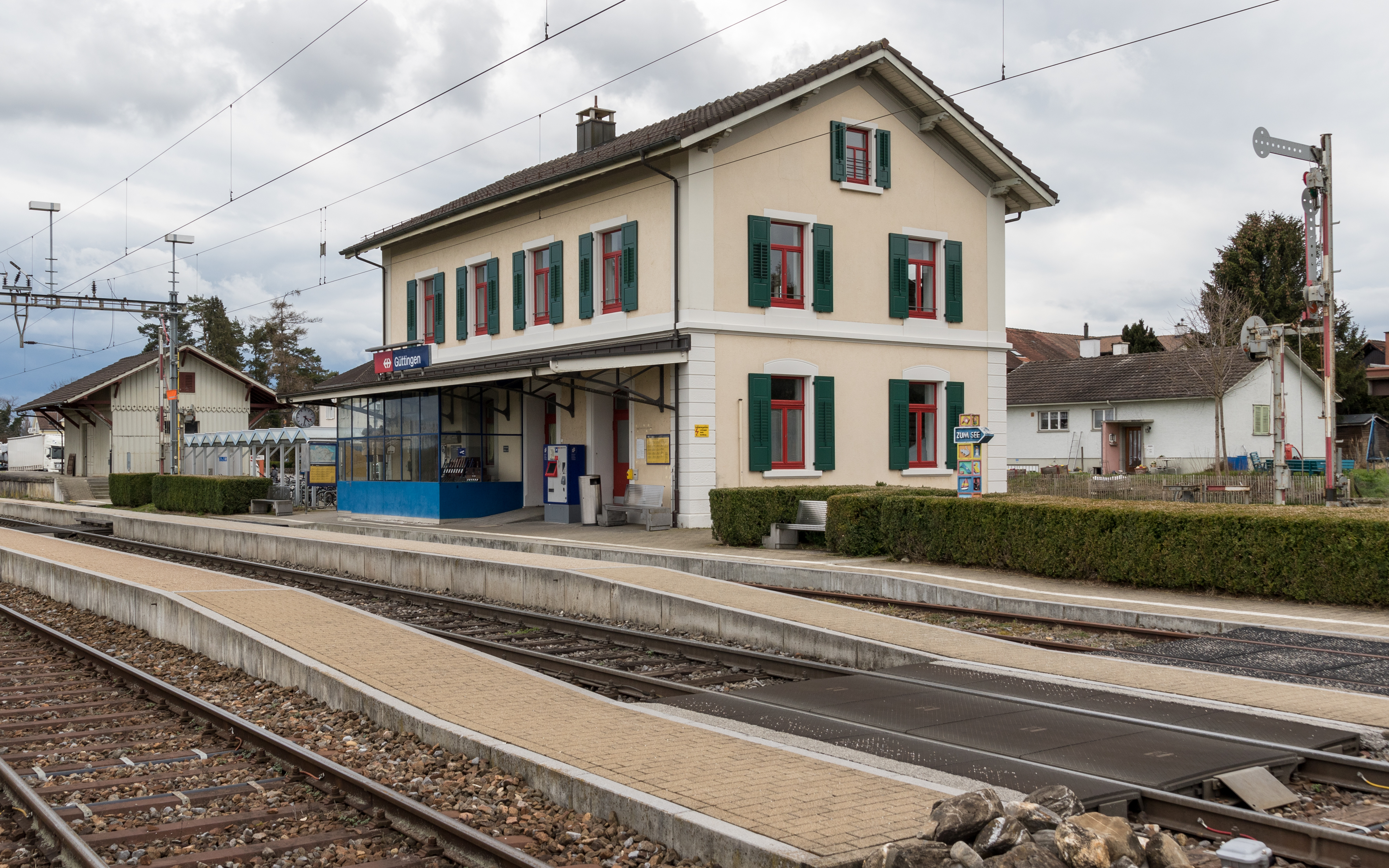
Bahnhof Güttingen, erbaut 1870/71

Im Jahr 2016 bot Güttingen 468 Personen Arbeit (umgerechnet auf Vollzeitstellen). Davon waren 16,3 % in der Land- und Forstwirtschaft, 32,3 % in Industrie, Gewerbe und Bau sowie 51,5 % im Dienstleistungssektor tätig.
Güttingen verfügt über einen Bahnhof an der Bahnstrecke Kreuzlingen–Romanshorn und wird von der Linie S8 der S-Bahn St. Gallen bedient.

## Sehenswürdigkeiten
- Paritätische Kirche St. Stephan, 1431 erbaut, Turm um 1840 erhöht
- Schloss Moosburg (am Seeufer zwischen Güttingen und Kesswil), um 1850 erbaute klassizistische Villa aus den Steinen der ehemaligen Burg Moosburg (Privatbesitz)[13]

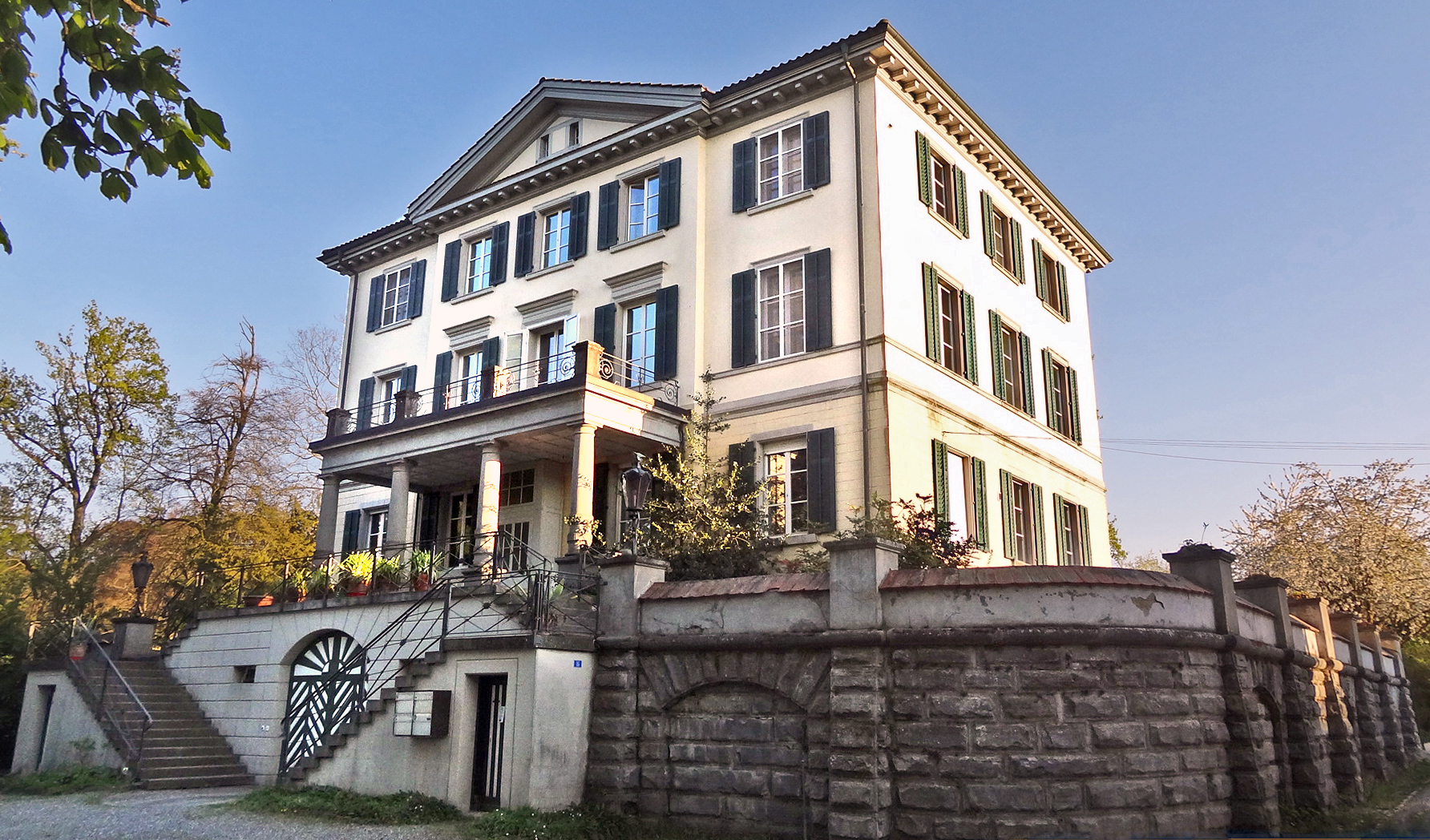
Landhaus Moosburg
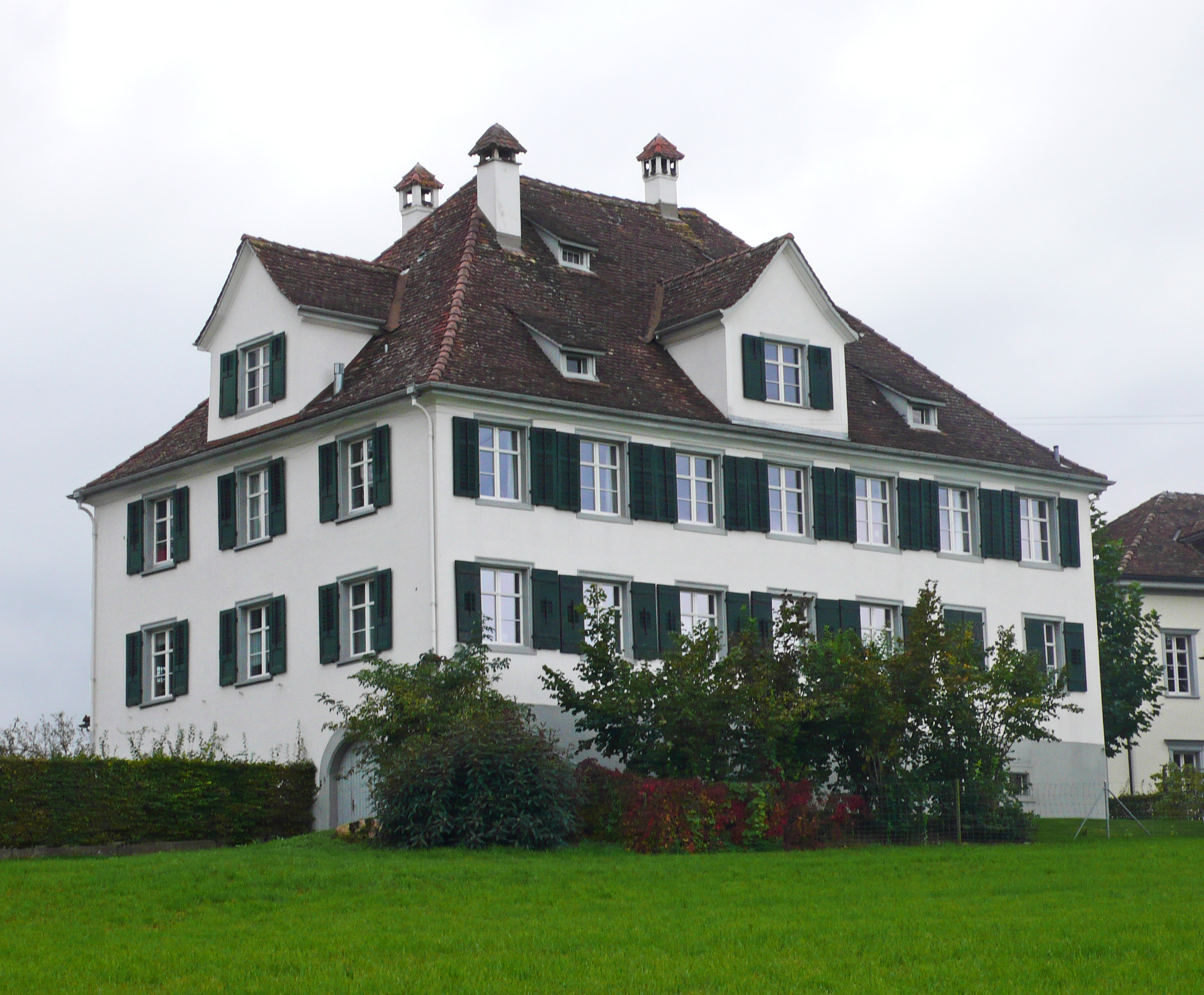
Katholisches Pfarrhaus
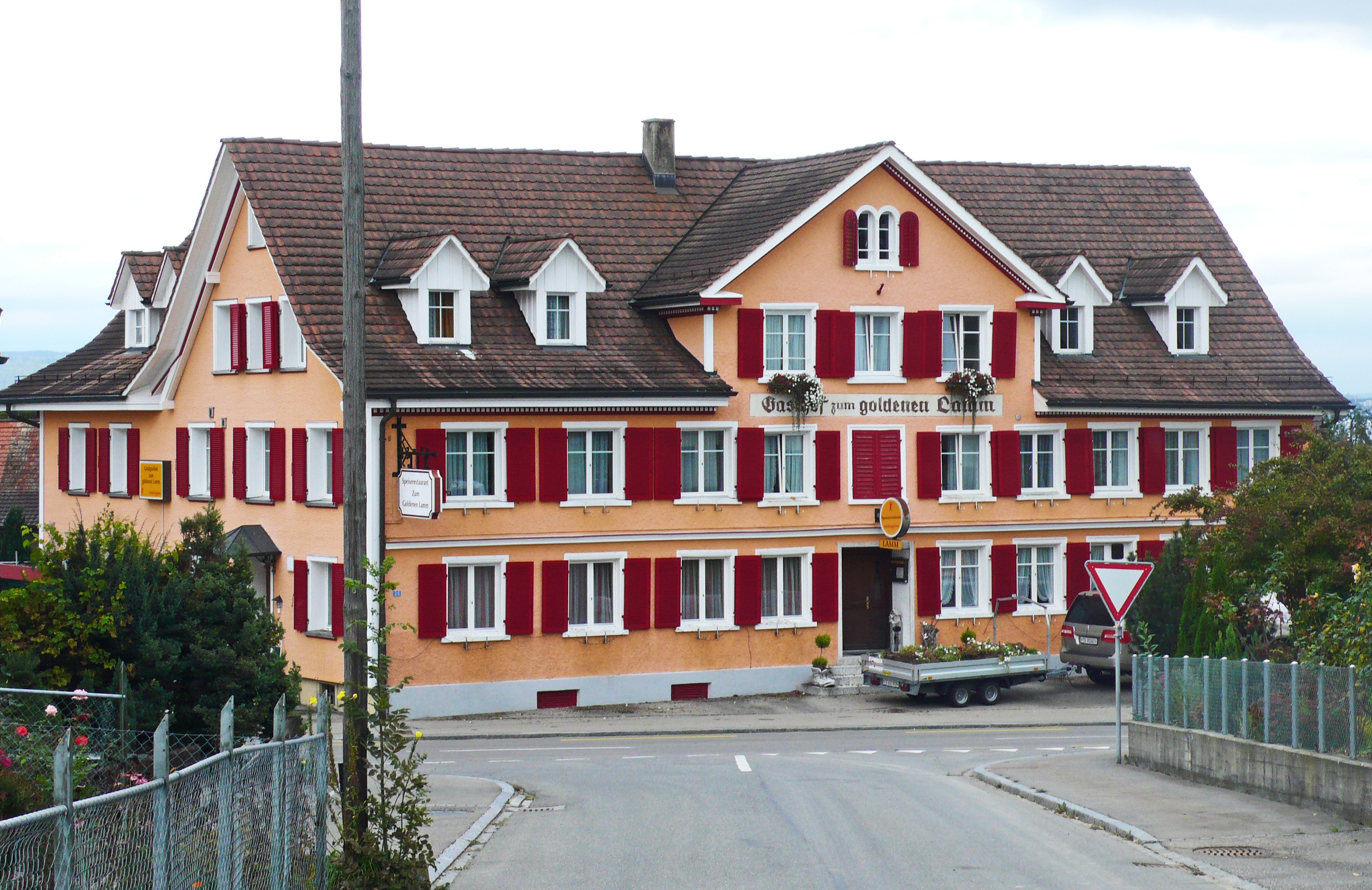
Gasthaus zum «Goldenen Lamm»

## Persönlichkeiten
- Johann Ulrich Wagner (1819–?), evangelischer Geistlicher in Genf, der nach seiner Entlassung aus dem Dienst nach New York ausgewandert sein soll
- Paula Roth (1918–1988), Wirtin, Geschichtenerzählerin, Heilerin und Künstlerin, Mordopfer
- Luis Vetter (* 2002), Snookerspieler